# Ла-Ротьер
Ла-Ротье́р (фр. La Rothière) — коммуна во Франции, находится в регионе Шампань — Арденны. Департамент — Об. Входит в состав кантона Сулен-Дюи. Округ коммуны — Бар-сюр-Об.
Код INSEE коммуны — 10327.
Коммуна расположена приблизительно в 175 км к востоку от Парижа, в 70 км южнее Шалон-ан-Шампани, в 37 км к востоку от Труа.

## Население
Население коммуны на 2008 год составляло 106 человек.
| 1962 | 1968 | 1975 | 1982 | 1990 | 1999 | 2008 |
| ---- | ---- | ---- | ---- | ---- | ---- | ---- |
| 101  | 118  | 124  | 117  | 121  | 125  | 106  |

## Экономика
В 2007 году среди 65 человек в трудоспособном возрасте (15—64 лет) 49 были экономически активными, 16 — неактивными (показатель активности — 75,4 %, в 1999 году было 69,3 %). Из 49 активных работали 46 человек (25 мужчин и 21 женщина), безработных было 3 (1 мужчина и 2 женщины). Среди 16 неактивных 7 человек были учениками или студентами, 5 — пенсионерами, 4 были неактивными по другим причинам.

## Достопримечательности
- Участки римских дорог. Памятник истории с 1982 года[3]

## Фотогалерея

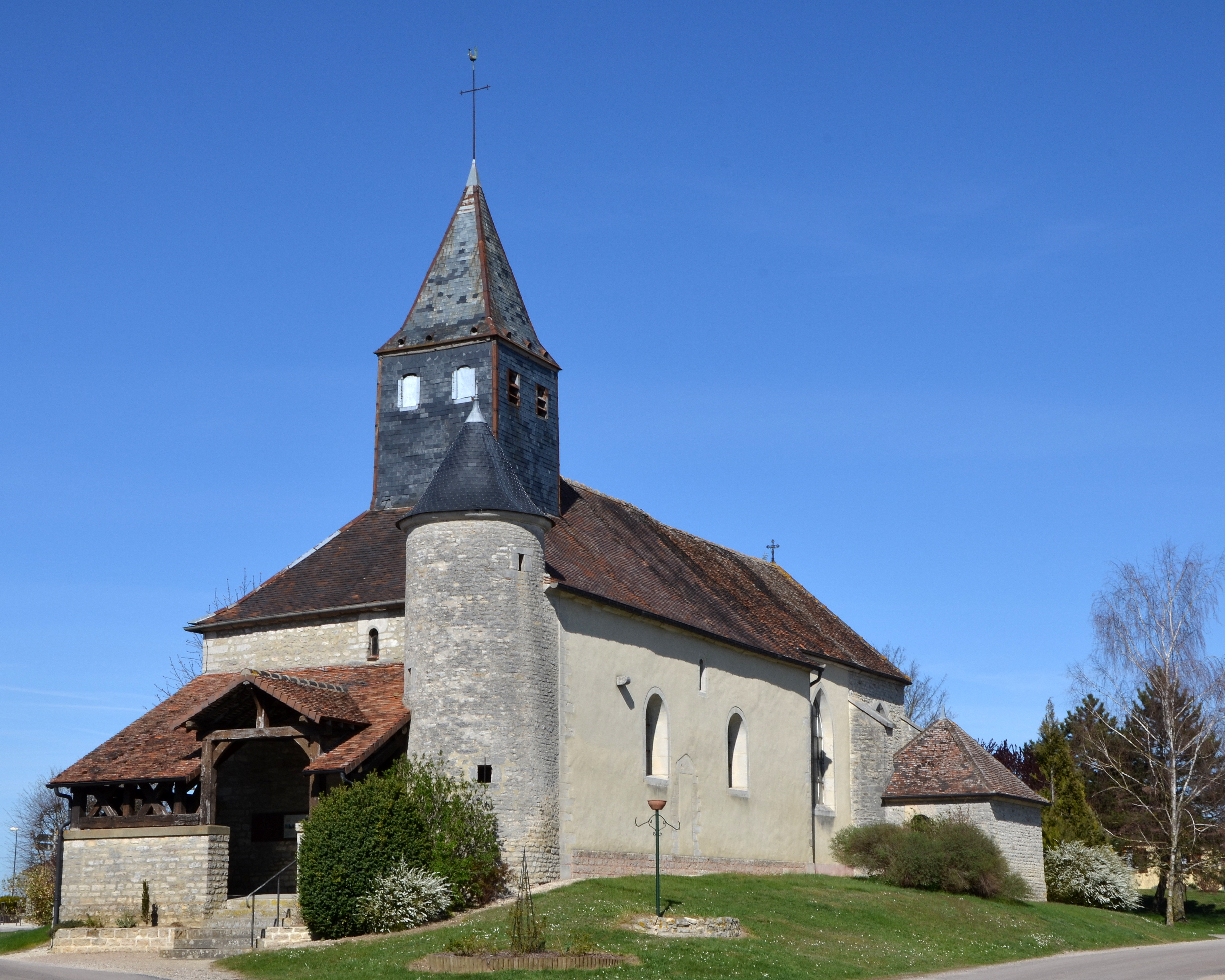
Церковь
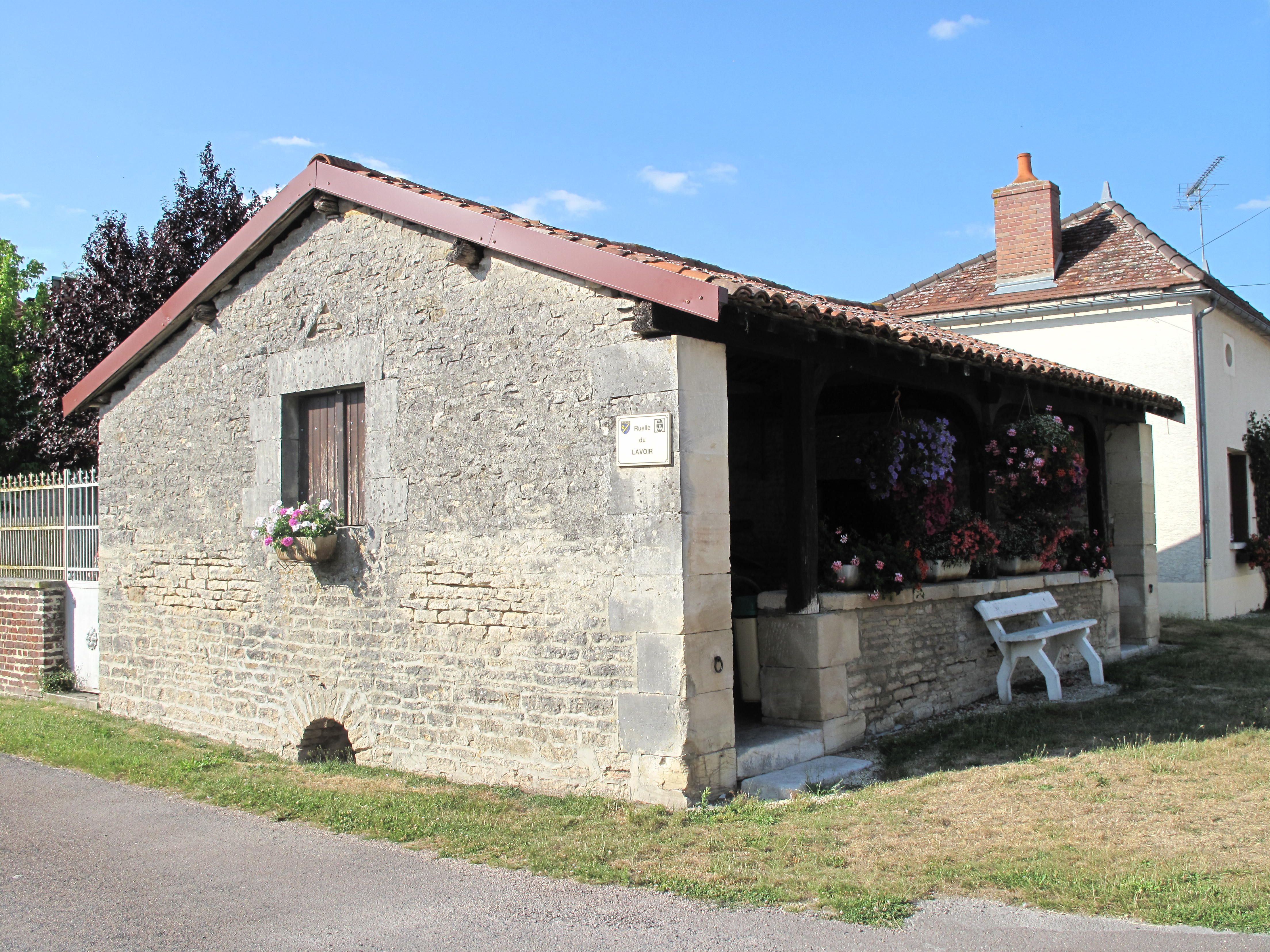
Прачечная
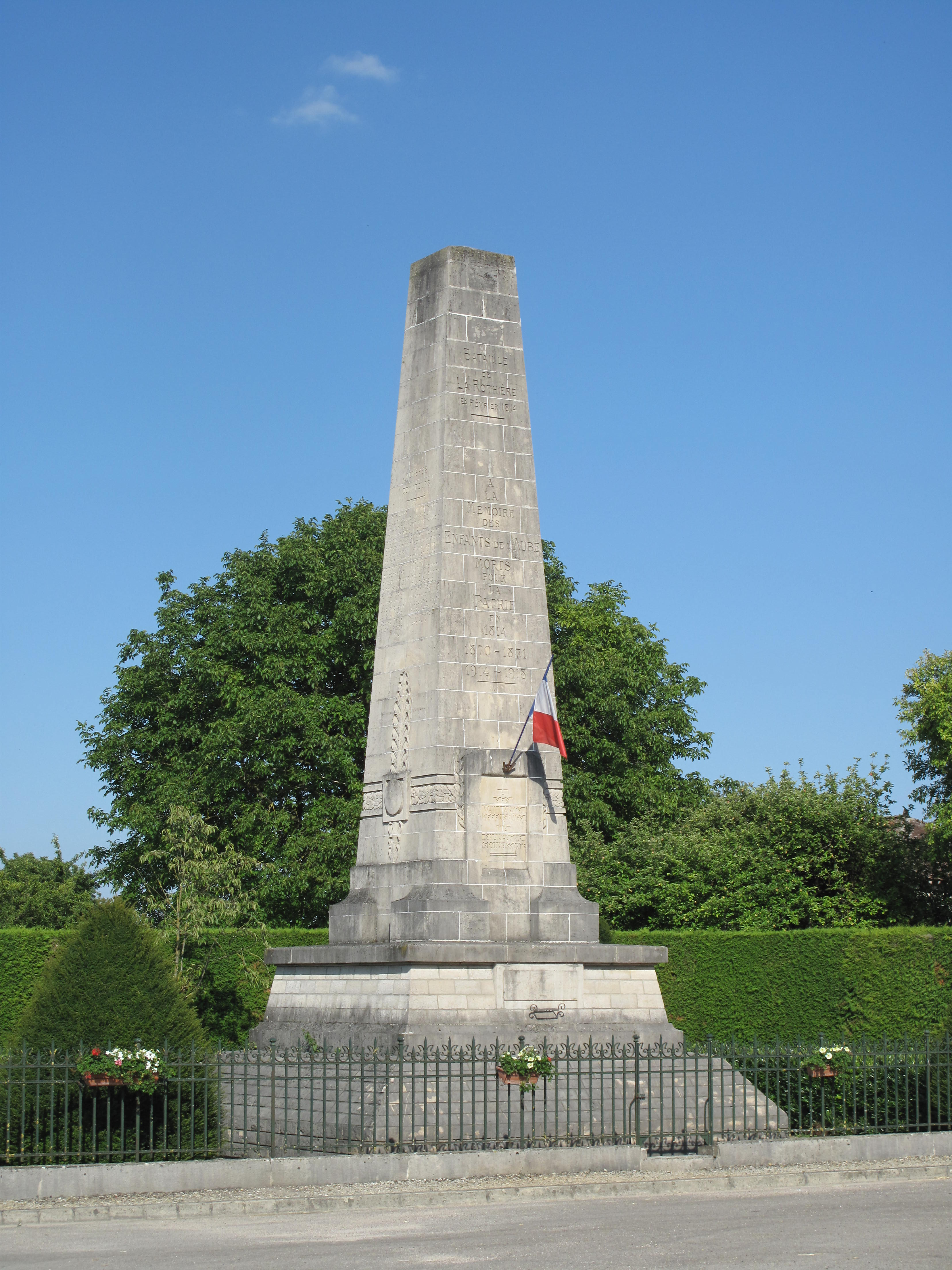
Памятник в память о сражении при Ла-Ротьере
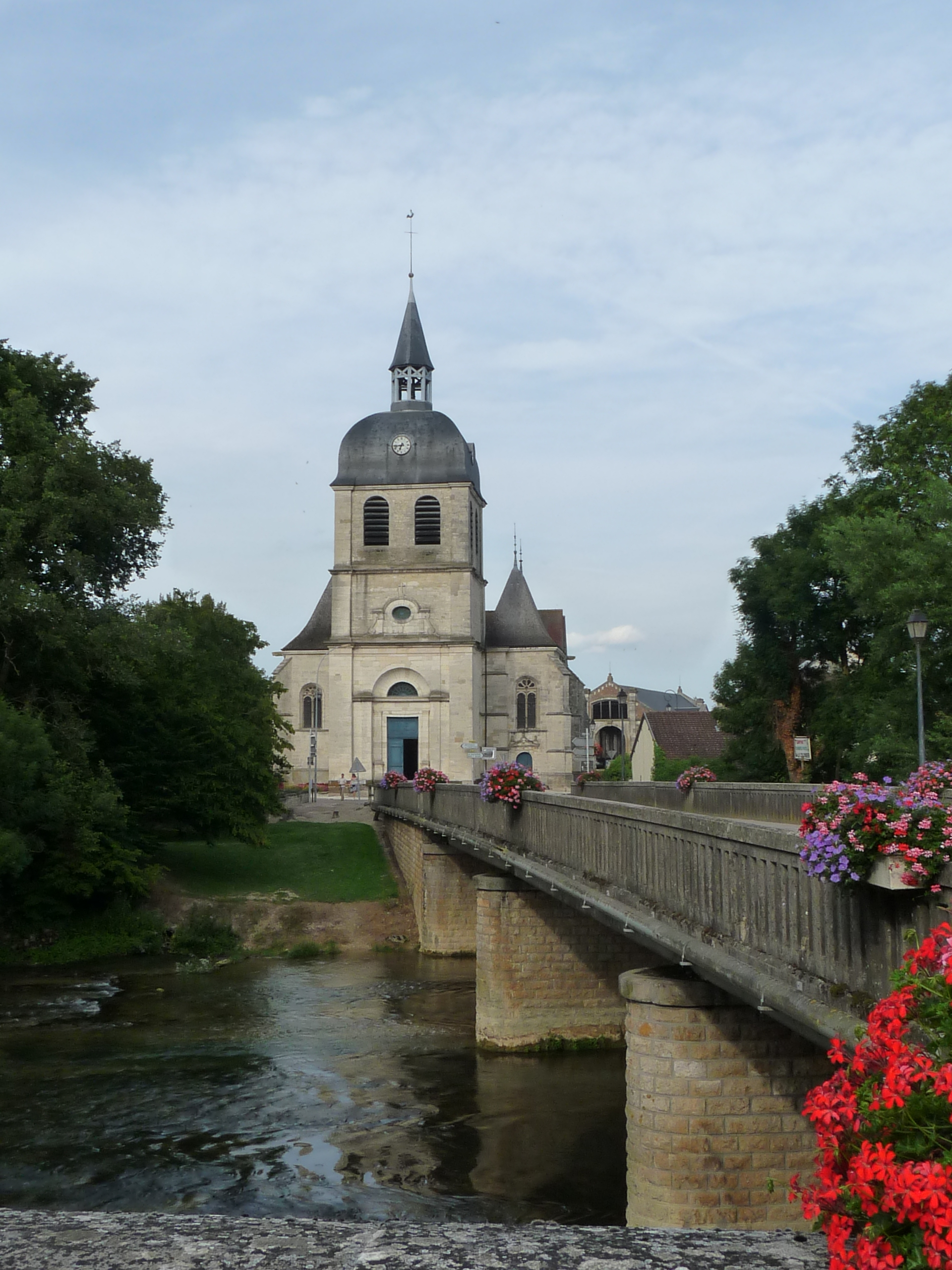
Мост через реку Об